# Madhava de Sangamagrama
Madhava (माधव) de Sangamagrama (1340–1350 a 1425 d. C.), fue un importante matemático de Kerala, India. Madhava fue fundador de la Escuela de Kerala, y es considerado el padre del análisis matemático en Oriente, por haber dado el paso decisivo desde los procedimientos finitos de los matemáticos antiguos, hacia el concepto de infinito -a través del concepto de límite-, núcleo del análisis moderno clásico. Él también es reconocido como uno de los más importantes astrónomos durante la Edad Media europea, debido a sus importantes contribuciones en los campos de series infinitas, cálculo y trigonometría.
Todo su trabajo matemático está perdido, y solo se sabe de él por medio de los escritos que legaron sus discípulos, principalmente Nilakantha Somayaji y Jyesthadeva.

## Contribuciones
En particular, Madhava inventó los conceptos de:
- Series Infinitas
- Series de Potencias
- Series de Taylor
- Aproximaciones racionales de series Infinitas

Además de las contribuciones citadas, desarrolló las series de las funciones trigonométricas del seno, coseno, tangente y arcotangente, y muchos métodos para calcular la longitud de la circunferencia.